# Гришина Оксана Юріївна
Гришина Оксана Юріївна (27 листопада 1968) — російська велогонщиця.
Срібна призерка Олімпійських Ігор 2000 року в гіті, учасниця 1996 року.